# أليسيو دي سافينو
أليسيو دي سافينو (بالإيطالية: Alessio di Savino)‏ (مواليد 22 مايو 1984) هو ملاكم إيطالي، مثّل بلاده في الألعاب الأولمبية الصيفية 2008.

## روابط خارجية
أليسيو دي سافينو على موقع بوكس ريك (الإنجليزية) (registration required)
- أليسيو دي سافينو على موقع اللجنة الأولمبية الدولية (الإنجليزية)
- أليسيو دي سافينو على موقع أوليمبيديا (الإنجليزية)